# Liste der Sachbuchtitel auf der Spiegel-Bestsellerliste 2021
Die Liste der Sachbuchtitel auf der Spiegel-Bestsellerliste 2021 enthält alle 155 Sachbücher, welche sich im Kalenderjahr als Hardcover Ausgaben auf der wöchentlich erscheinen, 20 Positionen umfassenden Bestsellerliste platziert hatten.
Mit 42 Wochen konnte sich das Buch der Wissenschaftsjournalistin Mai Thi Nguyen-Kim die meisten Wochen auf der Liste platzieren, vor den Empfehlungen zur Weltrettung von Frank Schätzing mit 36 Wochen. Der Lebenshilferatgeber von Anne Fleck war 34 Wochen unter den besten Sachbüchern platziert.
Mit 13 Buchtiteln, darunter mit dem Buch von Hape Kerkeling auch das mit den meisten Nr. 1 Platzierungen, war der Piper Verlag am häufigsten auf der Liste vertreten. Mit je 9 Buchtiteln konnten sich Rowohlt und der Verlag C. H. Beck auf der Liste platzieren.
| Autor                                           | Titel | Anzahl Nr. 1 Platzierungen |
| ----------------------------------------------- | --- | -------------------------- |
| Hamed Abdel-Samad                               | Schlacht der Identitäten |                            |
| Robin Alexander                                 | Machtverfall |                            |
| Isabel Allende                                  | Was wir Frauen wollen |                            |
| Franz Alt                                       | Die außergewöhnlichste Liebe aller Zeiten                                                                                      |                            |
| Götz Aly                                        | Das Prachtboot |                            |
| Natalie Amiri                                   | Zwischen den Welten |                            |
| Anne Applebaum                                  | Die Verlockung der Autoritäten                                                                                                 |                            |
| Gabriele von Arnim                              | Das Leben ist ein vorübergehender Zustand                                                                                      |                            |
| Stefan Aust                                     | Zeitreise |                            |
| Stefan Aust Adrian Geiges                       | Xi Jinping – der mächtigste Mann der Welt                                                                                      |                            |
| Annalena Baerbock                               | Jetzt. Wie wir unser Land erneuern (nach Plagiatsvorwürfen aus dem Programm genommen)                                          |                            |
| Nicola Bardola                                  | Mercury in München |                            |
| Julian Barnes                                   | Der Mann im roten Rock |                            |
| Hunter Biden                                    | Beautiful Things |                            |
| Joe Biden                                       | Versprich es mir |                            |
| Ralph Bollmann                                  | Angela Merkel |                            |
| Alice Brauner                                   | Also dann in Berlin |                            |
| Edward Brooke-Hitching                          | Der Atlas des Himmels |                            |
| Bill Buford                                     | Dreck |                            |
| Campino                                         | Hope Street: Wie ich einmal englischer Meister wurde                                                                           |                            |
| Christopher Clark                               | Gefangene der Zeit |                            |
| James B. Comey                                  | Nichts als die Wahrheit |                            |
| Gustav Dobos                                    | Die gestresste Seele |                            |
| Doris Dörrie                                    | Leben, schreiben, atmen |                            |
| Umberto Eco                                     | Verschwörungen |                            |
| Wolfram Eilenberger                             | Feuer der Freiheit |                            |
| Billie Eilish                                   | Billie Eilish |                            |
| Rebekka Endler                                  | Das Patriarchat der Dinge |                            |
| Andreas Englisch                                | Der Pakt gegen den Papst |                            |
| Andreas Englisch                                | Mein geheimes Rom |                            |
| Marcel Eris Dennis Sand                         | MontanaBlack 1 – Vom Junkie zum YouTuber                                                                                       |                            |
| Marcel Eris Dennis Sand                         | MontanaBlack 2 – Vom YouTuber zum Millionär                                                                                    | 1                          |
| Benjamin Ferencz                                | Sag immer Deine Wahrheit |                            |
| Anne Fleck                                      | Energy! | 1                          |
| Sheera Frenkel Cecilia Kang                     | Inside Facebook |                            |
| Marc Friedrich                                  | Die größte Chance aller Zeiten                                                                                                 |                            |
| Julia Friedrichs                                | Working class |                            |
| Bill Gates                                      | Wie wir die Klimakatastrophe verhindern                                                                                        | 1                          |
| Baptiste Giabiconi                              | Karl und ich |                            |
| Katja Gloger Georg Mascolo                      | Ausbruch |                            |
| Maja Göpel und Marcus Jauer                     | Unsere Welt neu denken (Coautorschaft von Jauer wurde erst 2022 bekannt)                                                       |                            |
| John Green                                      | Wie hat ihnen das Anthropozän bis jetzt gefallen?                                                                              |                            |
| Dave Grohl                                      | Der Storyteller |                            |
| Dirk Grosser Jennie Appel                       | Urkraft des Nordens |                            |
| Monika Gruber Andreas Hock                      | Und erlöse uns von den Blöden                                                                                                  |                            |
| Kübra Gümüşay                                   | Sprache und Sein |                            |
| Gregor Gysi Martin Sonneborn                    | Gysi vs. Sonneborn |                            |
| Anna Haag                                       | Denken ist heute überhaupt nicht mehr in Mode                                                                                  |                            |
| Robert Habeck                                   | Von hier an anders |                            |
| Rob Halford                                     | Ich bekenne |                            |
| Norbert Häring                                  | Endspiel des Kapitalismus |                            |
| Kamala Harris                                   | Der Wahrheit verpflichtet |                            |
| Johannes Hartl                                  | Eden Culture |                            |
| Elke Heidenreich                                | Hier geht’s lang! | 1                          |
| Boris Herrmann Andreas Wolfers                  | Allein zwischen Himmel und Meer                                                                                                |                            |
| Sam Heughan Graham McTavish                     | Clanlands |                            |
| Eckart von Hirschhausen                         | Mensch, Erde! Wir könnten es doch so schön haben                                                                               | 2                          |
| Gerald Hüther                                   | Lieblosigkeit macht krank |                            |
| Florian Illies                                  | Liebe in Zeiten des Hasses | 4                          |
| Anders Indset                                   | Das infizierte Denken |                            |
| Daniel Kahneman Olivier Sibony Cass Sunstein    | Noise |                            |
| Roland Kaiser Sabine Eichhorst                  | Sonnenseite | 1                          |
| Margot Käßmann Andreas Helm                     | Mit mutigem Schritt zurück zum Glück                                                                                           |                            |
| Bas Kast                                        | Der Ernährungskompass |                            |
| Jeffrey Kastenmüller                            | Ich bin ein Fehler, und ich liebe es                                                                                           |                            |
| Jürgen Kaube                                    | Hegels Welt |                            |
| Bill Kaulitz                                    | Career Suicide |                            |
| Hape Kerkeling                                  | Pfoten vom Tisch!: Meine Katzen, andere Katzen und ich                                                                         | 18                         |
| Diana Kinnert Marc Bielefeld                    | Die neue Einsamkeit (2022 nach Plagiatsvorwürfen aus dem Verlagsprogramm genommen)                                             |                            |
| Ralph Knispel                                   | Rechtsstaat am Ende |                            |
| Marianne Koch                                   | Alt werde ich später |                            |
| Johannes Krause Thomas Trappe                   | Hybris |                            |
| Christian Krömer                                | Mir doch woschd! |                            |
| Janina Kugel                                    | It’s now |                            |
| Philipp Lahm                                    | Das Spiel |                            |
| Bernd-Lutz Lange                                | Freie Spitzen |                            |
| Julia Leeb                                      | Menschlichkeit in Zeiten der Angst                                                                                             |                            |
| Robert Marc Lehmann                             | Mission Erde |                            |
| Jörn Leogrande                                  | Bad Company |                            |
| Harald Lesch Thomas Schwartz                    | Unberechenbar |                            |
| Harald Lesch Klaus Kamphausen                   | Denkt mit! |                            |
| Igor Levit Florian Zinnecker                    | Hauskonzert |                            |
| Horst Lichter                                   | Ich bin dann mal still |                            |
| Veit Lindau                                     | Genesis |                            |
| Avi Loeb                                        | Außerirdisch |                            |
| Manfred Lütz                                    | Neue Irre. Wir behandeln die Falschen                                                                                          |                            |
| Michael Maar                                    | Die Schlange im Wolfspelz |                            |
| Helen Macdonald                                 | Abendflüge |                            |
| Thomas de Maizière Karl-Ludwig Kley             | Die Kunst guten Führens |                            |
| Stephan Malinowski                              | Die Hohenzollern und die Nazis                                                                                                 |                            |
| Manuellsen Nina Damsch                          | König im Schatten |                            |
| Tim Marshall                                    | Die Macht der Geographie im 21. Jahrhundert                                                                                    |                            |
| Stephan Martin Kerstin Kempf Julia Rommelfanger | Wie Insulin uns alle dick oder schlank macht                                                                                   |                            |
| Carsten Maschmeyer                              | Die sechs Elemente des Erfolgs                                                                                                 |                            |
| Marco Maurer                                    | Meine italienische Reise |                            |
| Paul McCartney                                  | Lyrics |                            |
| Mischa Meier                                    | Geschichte der Völkerwanderung                                                                                                 |                            |
| Hubert Messner Lenz Koppelstätter               | Der schmale Grat |                            |
| Philipp Mickenbecker                            | Meine Real Life Story und die Sache mit Gott                                                                                   |                            |
| Joe Miller Uğur Şahin Özlem Türeci              | Projekt Lightspeed |                            |
| Michael Mittermeier                             | Ich glaube, ich hatte es schon                                                                                                 |                            |
| Dan Morain                                      | Kamala Harris |                            |
| Herfried Münkler                                | Marx, Wagner, Nietzsche |                            |
| Elon Musk Ashlee Vance                          | Elon Musk |                            |
| Alexei Anatoljewitsch Nawalny                   | Schweigt nicht! |                            |
| David Nelles Christian Serrer                   | Machste dreckig – Machste sauber                                                                                               |                            |
| James Nestor                                    | Breath – Atem |                            |
| Luisa Neubauer Bernd Ulrich                     | Noch haben wir die Wahl |                            |
| Mai Thi Nguyen-Kim                              | Die kleinste gemeinsame Wirklichkeit                                                                                           | 3                          |
| Julian Nida-Rümelin Nathalie Weidenfeld         | Die Realität des Risikos |                            |
| Christoph Nonn                                  | 12 Tage und ein halbes Jahrhundert                                                                                             |                            |
| Barack Obama                                    | Ein verheißendes Land | 7                          |
| Barack Obama Bruce Springsteen                  | Renegades : born in the USA : Träume – Mythen – Musik                                                                          |                            |
| Michelle Obama                                  | Becoming : meine Geschichte |                            |
| Gil Ofarim Lara Höltkemeier                     | Freiheit in mir |                            |
| Marie-Christine Ostermann (Mithrsg.)            | Zukunftsrepublik : 80 Vorausdenker*innen springen in das Jahr 2030                                                             |                            |
| Max Otte                                        | Die Krise hält sich nicht an Regeln : 99 Antworten auf die wichtigsten Fragen nach dem Corona-Crash                            |                            |
| Sophie Passmann                                 | Komplett Gänsehaut | 1                          |
| Philippa Perry                                  | Das Buch, von dem du dir wünschst, deine Eltern hätten es gelesen (und deine Kinder werden froh sein, wenn du es gelesen hast) |                            |
| Richard David Precht                            | Künstliche Intelligenz und der Sinn des Lebens                                                                                 |                            |
| Richard David Precht                            | Von der Pflicht : eine Betrachtung                                                                                             | 2                          |
| Volker Reinhardt                                | Die Macht der Seuche : wie die Große Pest die Welt veränderte : 1347-1353                                                      |                            |
| Markus Rex                                      | Eingefroren am Nordpol : das Logbuch von der »Polarstern«                                                                      |                            |
| Niko Rittenau Patrick Schönfeld Ed Winters      | Vegan ist Unsinn! : populäre Argumente gegen Veganismus und wie man sie entkräftet                                             |                            |
| Emilia Roig                                     | Why we matter : das Ende der Unterdrückung                                                                                     |                            |
| Rüdiger Safranski                               | Einzeln sein |                            |
| Roman Sandgruber                                | Hitlers Vater |                            |
| Thilo Sarrazin                                  | Wir schaffen das |                            |
| Kool Savas                                      | King of Rap |                            |
| Bodo Schäfer                                    | Ich kann das |                            |
| Peter Schäfer                                   | Kurze Geschichte des Antisemitismus                                                                                            |                            |
| Frank Schätzing                                 | Was, wenn wir einfach die Welt retten?                                                                                         |                            |
| Rainer Maria Schießler                          | Die Schießler-Bibel |                            |
| Ferdinand von Schirach                          | Jeder Mensch | 5                          |
| Ferdinand von Schirach Alexander Kluge          | Trotzdem |                            |
| Gregor Schöllgen Gerhard Schröder               | Letzte Chance |                            |
| Daniel Schreiber                                | Allein |                            |
| Laura Malina Seiler                             | Zurück zu mir | 1                          |
| Susan Sideropoulos                              | Rosarotes Glück |                            |
| Hans-Werner Sinn                                | Die wundersame Geldvermehrung                                                                                                  |                            |
| Meike Stoverock                                 | Female Choice |                            |
| Hendrik Streeck                                 | Hotspot |                            |
| Hendrik Streeck                                 | Unser Immunsystem |                            |
| Volker Struth                                   | Meine Spielzüge |                            |
| Sylvain Tesson                                  | Der Schneeleopard |                            |
| Mary L. Trump                                   | Zu viel und nie genug |                            |
| Sahra Wagenknecht                               | Die Selbstgerechten | 3                          |
| Ursula Weidenfeld                               | Die Kanzlerin |                            |
| Harald Welzer                                   | Nachruf auf mich selbst |                            |
| Philipp Westermeyer                             | Digital Unplugged |                            |
| Johannes Wimmer                                 | Wenn die Faust des Universums zuschlägt                                                                                        |                            |
| Gerhard Wisnewski                               | Verheimlicht, vertuscht, vergessen 2021                                                                                        |                            |
| Uwe Wittstock                                   | Februar 33 |                            |
| Peter Wohlleben                                 | Der lange Atem der Bäume |                            |
| Michael Wolff                                   | 77 Tage |                            |